# Ă (латиница)
Ă, ă (А с краткой) — буква, используемая в стандартных румынском и вьетнамском алфавитах. В румынском языке используется для передачи неогубленного гласного среднего ряда, тогда как во вьетнамском языке означает краткий звук A.
Буква также иногда используются для передачи болг. Ъ/ъ в словацком, чешском и шведском языках (так называемая система Андрейчина 1956 г.).

Разница между кириллическим (сверху) и латинским (внизу) бреве в шрифте ПТ Сериф

Во вьетнамской латинице куокнгы буквой Ă обозначается ненапряжённый гласный среднего ряда нижнего подъёма [ɐ]. При наличии у слога с этой буквой какого-либо тона, кроме первого, над ней ставится дополнительный диакритический знак, обозначающий тон, в результате чего образуется буква A с двумя диакритическими знаками (Ắắ Ằằ Ẵẵ Ẳẳ Ặặ).